# Palec wskazujący

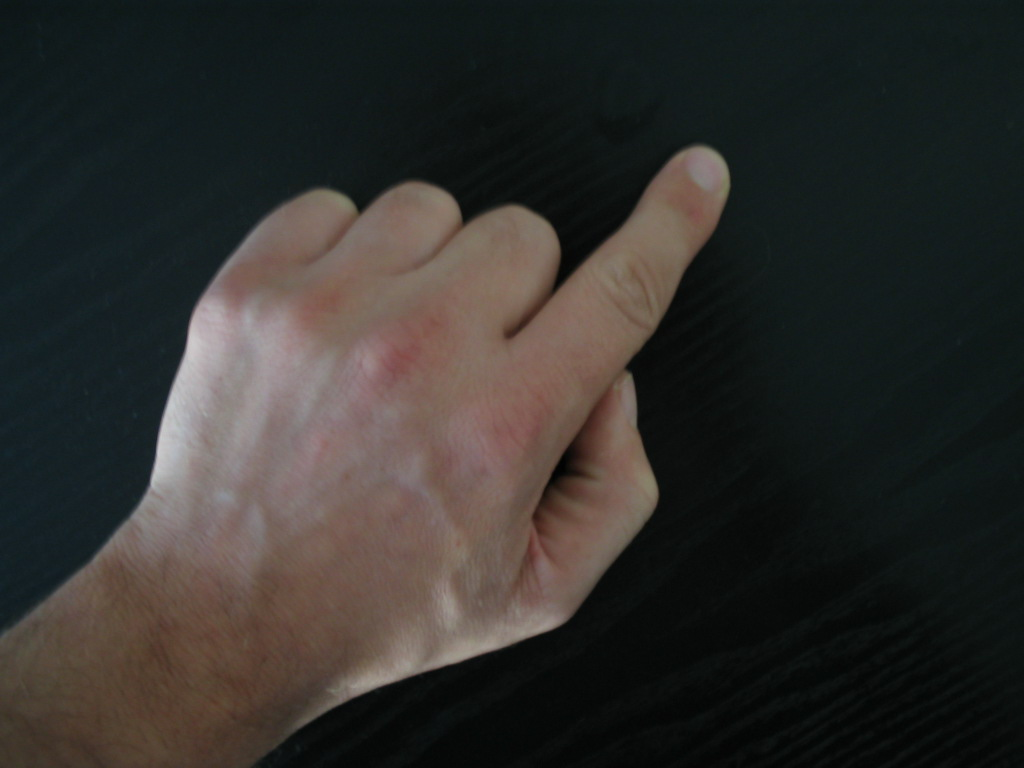
Palec wskazujący

Palec wskazujący (łac. digitus secundus), wskaziciel (łac. index) – w anatomii człowieka drugi palec ręki. Szkielet palca drugiego składa się z trzech kości (paliczków): paliczka bliższego, paliczka środkowego i paliczka dalszego. Paliczek bliższy, łącząc się z II kością śródręcza, tworzy staw śródręczno-paliczkowy. Połączenia między paliczkami tworzą dwa stawy międzypaliczkowe (staw międzypaliczkowy bliższy i staw międzypaliczkowy dalszy). Analogicznie zbudowane są palce III, IV i V ręki.